# جيمي كاري
جيمي كاري (بالإنجليزية: Jamie Carey)‏ (و. 1981  م) هي لاعبة كرة سلة، ومدربة كرة سلة أمريكية، ولدت في هتشنسون، شاركت في دورة الألعاب الأمريكية 2003، مركز لعبها هو لاعبة هجوم خلفي.

## التعليم
تعلمت في جامعة ستانفورد، وتعلمت في جامعة تكساس في أوستن
.

## روابط خارجية
- جيمي كاري على موقع الاتحاد الوطني لكرة السلة النسائية (الإنجليزية)
- جيمي كاري على موقع كرة السلة الأوروبية.كوم (الإنجليزية)
- جيمي كاري على موقع كلية كرة السلة في سبورتس رفرنس.كوم (الإنجليزية)
- جيمي كاري على موقع بروبوليرز (الإنجليزية)
- جيمي كاري على موقع سبورتس رفرنس (الإنجليزية)